# Philodicus fuscus
Philodicus fuscus är en tvåvingeart som först beskrevs av Macquart 1838.  Philodicus fuscus ingår i släktet Philodicus och familjen rovflugor. Inga underarter finns listade i Catalogue of Life.